# Kriminal-Tango

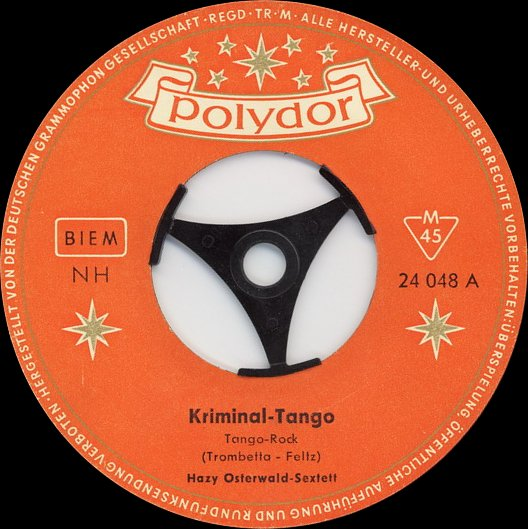
Hazy Osterwald-Sextett – Kriminal-Tango

Kriminal-Tango ist ein Schlager aus dem Jahr 1959, der am erfolgreichsten vom Hazy-Osterwald-Sextett interpretiert wurde. Im Original wurde er vom Italiener Piero Trombetta komponiert und herausgebracht. Der Text wurde von Kurt Feltz gedichtet.
Die Single wurde über 900.000-mal verkauft.
Kriminal-Tango erreichte um den Jahreswechsel in der Version des Hazy-Osterwald-Sextetts den vierten Platz und war 27 Wochen in der deutschen Hitparade. Die gleichnamige Single von Ralf Bendix erreichte ebenfalls den vierten Platz, befand sich aber nur 22 Wochen lang in der Hitparade.
In der Liste der erfolgreichsten deutschen Singles des Jahres 1959 kam das Lied in der Hazy-Osterwald-Version auf den zehnten Platz.

## Inhalt
Der in Schweizer Hochdeutsch vorgetragene Text handelt in einer Spelunke voller zwielichtiger Gestalten. Während ein Paar einen Tango tanzt, spielt sich ein waschechter Krimi ab. Ein Herr mit Kneifer betritt die Kneipe, und plötzlich geht das Licht aus. Nur eingeweihten Gästen ist bekannt, dass in dieser Kneipe viel Fragwürdiges „zwischen Tag und Morgen“ geschieht. Schließlich fällt im Dunkeln ein Schuss. Doch das Paar tanzt munter weiter. 

„Und die Kripo kann nichts finden 

was daran verdächtig wär

Nur der Herr da mit dem Kneifer 

Dem der Schuß im Dunkeln galt 

Könnt vielleicht noch etwas sagen 

Doch der Herr, der sagt nichts mehr.“

## Coverversionen
Das Lied wurde von den Toten Hosen, Nina Hagen und anderen Musikern gecovert. 1960 sang Peter Alexander es im Spielfilm Kriminaltango.